# Mathias Höderath
Mathias Höderath (* 1973 in Köln) ist ein deutscher Keyboarder der Fusion- und Jazzmusik.

## Leben und Wirken
Höderath erhielt zunächst klassischen und jazzspezifischen Klavierunterricht bei Siegfried Koepf. Er studierte dann an der Hochschule für Musik und Tanz Köln Jazzpiano bei John Taylor und Frank Chastenier. 
Bereits 1999 trat er mit Daniela Panteleit & Band auf dem Jazz Festival Montreux auf. 
Als Keyboarder begleitete er zahlreiche Künstler wie z. B. Clueso, Juliette Schoppmann, Philippe, Thomas Godoj, die Gruppe Wind, Vanilla Ninja und Lena Meyer-Landrut. 
Konzerte mit eigenen Bandprojekten, wie zum Beispiel Anikó, Son de la Goutte, Schnucki / The Shack Band oder Lyman führten Höderath durch Deutschland und ins europäische Ausland. Mit der Gruppe Sweetbox tourte er 2005 und 2006 durch Japan und Korea und nahm dort 2005 eine Live-DVD auf. Auch ist er auf Alben von Big Gee und Nino de Angelo zu hören. 
Neben dem Mathias Höderath Trio, für das er selbst komponiert und mit dem er im Jahr 2010 sein Debütalbum veröffentlichte, gehört er zu Bands wie Anna.Luca, dem Live-Quartett von Club des Belugas, Pimps im Park oder The Soul Criminals. Neben Fernsehauftritten mit Phil Collins, Berger, Ronan Keating, Daniel Küblböck, Sandy Mölling, Lucy Diakovska und bei Die Anrheiner oder Unter uns war er auch für Musical-Produktionen tätig. Er entwickelte 2008 ein Musikquiz für die Sendung Die beste Klasse Deutschlands.
Höderath ist seit 2010 am Institut für Musik und Medien der Robert Schumann Hochschule Düsseldorf als Dozent für Pop-Keyboard / Jazz-Piano tätig.

## Preise und Auszeichnungen
Höderath wurde mehrfach beim Wettbewerb Jugend jazzt ausgezeichnet. Er erhielt mit der Gruppe Big Gee im Jahre 2005 den Deutschen Poppreis in der Kategorie Funk als beste Band. Mit Daniela Panteleit und Band gewann er im Jahre 2000 den Daimler Chrysler Jazzwettbewerb. 